# 和歌山信愛中学校・高等学校
和歌山信愛中学校・高等学校（わかやましんあいちゅうがっこう・こうとうがっこう）は、和歌山県和歌山市にある私立の女子校である。設立母体はカトリック教会の女子修道会であるショファイユの幼きイエズス修道会。

## 沿革
- 1946年 和歌山女子学院が桜映女学校を設立
- 1947年 和歌山女子専門学校に改称
- 1948年 和歌山女子専門学校に附属中学校を設立
- 1949年 和歌山女子専門学校中学部・高等学校設置
- 1951年 和歌山女子短期大学に組織変更
- 1951年 幼きイエズス修道会に運営を移管
- 1955年 和歌山信愛女子短期大学附属中学校・高等学校に改称
- 1996年 創立50周年記念式典
- 2013年 和歌山信愛中学校・高等学校に改称

## 設置学科
- 中学校
  - 医進コース
  - 特進コース
- 高等学校
  - 全日制
    - 特進コース（文系型・理系型）
    - 学際コース（文系5教科型・文系3教科型）

  - 通信制
    - Dignaコース

従来の全日制に加えて、2022年4月に開設された通信制課程。大阪府・和歌山県に在住する女子を対象とし、少人数制での教育を行うとされている

## クラブ活動
201６年12月現在
- 高校ソフトテニス部
- 高校バスケット部
- 高校バレー部
- 中学ソフトテニス部
- 中学バレー部
- 中学バスケット部
- サッカー同好会
- ハンドベル部
- 科学部
- 中国語クラブ
- フランス語同好会
- ボクシング同好会
- 合気道同好会
- 軽音楽部
- 茶道部
- 歴史・社会部
- 書道部
- 放送部
- 競技かるた部

## 制服
制服は、紺のジャンパースカートに紺のボレロ。1900年前半にパリでデザインされたものが、カナダを経由して日本に入ってきたという、伝統的なものである。
高校の修学旅行先であったフランスや、2019年からのイタリアでも制服は人気であるという。創立77年目にして 2023年春、和歌山信愛中学校・高等学校の制服にパンツスタイルが仲間入り。従来のジャンパースカートとあわせて、気分に応じた多様なコーディネートが楽しめるようになります。さらに、リボンやベスト、セータースラックスが選べるようです学校指定のカバンにリュックが仲間入り

## その他
高校の修学旅行は北海道・イタリアのいずれかを選択する。最近は、特進コースは元より、医進コースなどを設置し、国公立進学に力を入れている。また、関関同立や和歌山大学への進学者が多い。

## 交通
- 和歌山駅または和歌山市駅より和歌山バス「三木町」「三木町新通」バス停下車。

## 姉妹校
- 大阪信愛学院中等部・高等部
- 熊本信愛女学院中学校・高等学校
- 久留米信愛中学校・高等学校

## 主な出身者
- 岡田愛マリー（テレビ愛知アナウンサー）
- 河野加奈子（ソフトテニス世界チャンピオン）

### バレーボール
- 脇田美怜
- 石川真奈

### 設置者が同じ学校
- 和歌山信愛大学
- 和歌山信愛短期大学
- 和歌山信愛幼稚園